# Holger Döbbel
Holger Döbbel (* 18. Juni 1960) ist ein ehemaliger Fußballspieler. In der DDR-Oberliga, der höchsten Spielklasse des DDR-Fußballverbandes spielte er für den 1. FC Magdeburg und die BSG Stahl Brandenburg. Anfangs wurde er in den Aufgebotslisten unter dem Vornamen „Rainer“ geführt.

## Sportliche Laufbahn
1974 kam Holger Döbbel von der ZLG Atzendorf zur Jugendmannschaft des 1. FC Magdeburg. Als Juniorenspieler entwickelte er sich zum Schnellstarter. Mit der DDR-Juniorennationalmannschaft absolvierte er vier Länderspiele. Mit 18 Jahren, noch als Schüler, stand er bereits im DDR-Oberligaaufgebot der Magdeburger, mit dem er am 25. März 1978 im Halbfinalrückspiel des DDR-Pokalwettbewerbs BFC Dynamo – 1. FCM (1:1) sein erstes Pflichtspiel bestritt. Anschließend stand der FCM im Pokalendspiel, das er mit 1:0 gegen Dynamo Dresden gewann, allerdings ohne Döbbel. Dieser kam zu seinem ersten Einsatz in der DDR-Oberliga am 8. April 1978 in der Begegnung Chemie Böhlen – 1. FCM (1:0), wo er als Ersatz für Mittelstürmer Joachim Streich eingewechselt wurde. Bis zum Ende der Saison bestritt der 1,76 Meter große Döbbel insgesamt acht Erstligaspiele. Gegen Streich, Martin Hoffmann oder Tyll konnte er sich aber nicht auf Dauer durchsetzen und wurde bis zum Abschluss der Hinrunde der Saison 1980/81 zusammen nur in 21 Punktspielen, vier nationalen und drei europäischen Pokalspielen eingesetzt, in denen er es auf vier Punktspieltore brachte. Für die Spielzeit 1980/81 war er offiziell nur für die Nachwuchsoberligamannschaft des FCM gemeldet worden.
Für die Saison 1981/82 wird Döbbel, der inzwischen seine Berufsausbildung zum Dreher abgeschlossen hatte, in den Aufgeboten des FCM sowohl für die DDR-Oberliga als auch für die Nachwuchsoberliga nicht mehr geführt. Im Sommer 1983 meldete er sich, vom drittklassigen Stahl Oranienburg kommend, bei der Ligaelf von Stahl Brandenburg an. Mit 25 Spielen in der zweitklassigen DDR-Liga und der Aufstiegsrunde und mit 16 Toren war er einer der Garanten für den Aufstieg in die DDR-Oberliga. In der daraufhin folgenden Erstligasaison bestritt Döbbel auf seiner Stammposition des Linksaußens alle 26 Punktspiele für Stahl Brandenburg und war zusammen mit Frank Jeske mit sechs Treffern erfolgreichster Torschütze. Bis zum Sommer 1986 war er eine feste Größe im Stahlaufgebot. Im Herbst 1986 kam der überraschende Niedergang, Döbbel wurde nur noch in vier Oberliga-Punktspielen eingesetzt, in keinem absolvierte er die gesamte Spieldauer.
Zu Beginn der Saison 1987/88 wechselte Döbbel zum DDR-Ligisten Lok Stendal und spielte dort bis zum Abstieg der Stendaler in die Bezirksliga im Sommer 1989. Anschließend wechselte er noch zum Bezirksligisten Chemie Premnitz.

## Statistik
- Alle Oberligaeinsätze:
  - 1. FC Magdeburg
    - 1977/78: 8 (4)
    - 1978/79: 9
    - 1979/80: 1
    - 1980/81: 3

  - Stahl Brandenburg
    - 1985/85: 26 (6)
    - 1985/86: 25 (2)
    - 1986/87: 4